# 엑시트 운즈
《엑시트 운즈》(Exit Wounds)는 미국에서 제작된 안드레이 바르코비악 감독의 2001년 미스터리, 액션, 스릴러 영화이다. 스티븐 시걸 등이 주연으로 출연하였고 조엘 실버 등이 제작에 참여하였다.

## 출연

### 주연
- 스티븐 시걸
- 디엠엑스
- 아이제이아 워싱턴
- 안소니 앤더슨
- 마이클 제이 화이트
- 빌 듀크
- 질 헤네시
- 톰 아놀드
- 브루스 맥길

### 조연
- 데이빗 바딤
- 에바 멘데스

## 기타
- 원작자: 존 웨스터만
- 공동제작: 존 M. 에커트
- 미술: 폴 D. 오스터베리
- 의상: 제니퍼 L. 브라이언
- 배역: 리처드 파가노